# La Mariola (Lleida)
La Mariola és un barri de Lleida, ubicat a l'oest del centre històric. Durant la dècada dels 60 es va desenvolupar considerablement amb l'arribada de nombroses famílies provinents del sud d'Espanya. El règim franquista hi construí diversos polígons d'habitatge de protecció oficial, essent els Blocs Joan Carles, Gaspar de Portolà i Ramiro Ledesma els més coneguts.
El 2004 fou inclòs dins del Programa de barris i àrees urbanes d'atenció especial de la Generalitat de Catalunya, també anomenat Pla de barris.
L'any 2010 tenia 11.716 habitants.